# Uldis Abolins
Uldis Abolins (lettische Schreibweise Uldis Āboliņš) (* 31. Mai 1923 in Riga; † 13. Juli 2010 in Sydney, New South Wales) war ein lettisch-australischer Maler und Architekt.

## Leben und Werk
Uldis Abolins wurde am 31. Mai 1923 im lettischen Riga geboren. Sein Architekturstudium am Rigaer Polytechnikum  beendete er 1942. Er floh aus Riga und kam 1946 nach Hannover in Niedersachsen. Hier lernte er seine Frau Margot kennen. In Hannover nahm er bis Ende 1950 Unterricht bei dem deutschen Maler Harald Schaub, der in Hannover die erste von der britischen Militärregierung konzessionierte private Malschule betrieb. Schaub prägte den Stil Abolins’ entscheidend. Von seinem Lehrer übernahm Abolins unter anderem die Verwendung reiner Farben, die dynamische Linienführung und auch den expressiven Pinselduktus. Abolins war in Hannover Mitglied im Bund bildender Künstler Nordwestdeutschlands und nahm an Ausstellungen teil – unter anderem im Kestner-Museum in Hannover.
Ende 1950 wanderte Abolins mit seiner Frau und gemeinsamen Tochter nach Australien aus. In Sydney arbeitete er hauptberuflich in einem privaten Architekturbüro. Seine erste große Ausstellung hatte der Maler 1954 in der Bissietta Art Gallery in Sydney.
Abolins engagierte sich in lettischen Kulturorganisationen. So gehörte er, gemeinsam mit anderen Exilbalten, unter anderem der Contemporary Art Society in Sydney an, war Mitglied der Lettischen Künstlergemeinschaft in Lettland und der Australian Latvian Artists Association (ALMA). Für das lettische Theater in Sydney gestaltete er Bühnenbilder.
Abolins schuf vor allem Aquarelle, insbesondere Landschaftsdarstellungen, Stillleben und Akte. Insgesamt hatte er 28 Einzelausstellungen in Australien, präsentierte seine Werke aber auch erfolgreich auf Gemeinschaftsschauen baltischer Künstler in Paris, New York und auf lettischen Kunstfestivals in Australien. Abolins wurde mit mehr als 30 Kunstpreisen für seine Aquarelle ausgezeichnet. Werke von ihm befinden sich unter anderem in der Art Gallery of New South Wales, im Museum of Modern Art in Melbourne und im Lettischen Nationalen Kunstmuseum in Riga.